# Houlletia wallisii
Houlletia wallisii är en orkidéart som beskrevs av Jean Jules Linden och Heinrich Gustav Reichenbach. Houlletia wallisii ingår i släktet Houlletia och familjen orkidéer. Inga underarter finns listade i Catalogue of Life.